# 난징 지하철
난징 지하철(한자:南京地下鐵 정체자: 南京地鐵 중국어 간체자: 南京地铁)은 중화인민공화국 장쑤성 난징시에서 운행하는 지하철이다. 전체 운행연장 길이는 총 556km이며 역은 총 255개가 있다. 2005년에 처음 개통하였다.

## 개요
난징 지하철에는 총 10개의 노선이 있다. 1호선은 2005년에 개통하였으며, 2호선은 2010년에 개통하였다. 그리고 2014년에 10호선, S1호선(공항선)과 S8호선(녕천선)은 개통하였고, 2015년 4월 1일에 3호선이 개통하였으며, 2017년 1월 18일에는 4호선과 12월 6일에는 S3호선(녕화선), 12월 30일에는 S9호선(녕고선),  2018년 5월 26일에는 S7호선(녕률선), 2021년 12월 28일에는 S6호선(녕용선), 2023년 6월 28일에는 S6호선(녕용선), 2024년 3월 31일에는 S4호선(녕추선)과 7호선 이 개통하였으며 2024년 3월 31일에는 5호선 이 개통하였다.
그리고 현재는 1호선북연장 노선，2호선서연장노선， 6호선，7호선，9호선，10호선동연장노선，S2호선(년마선)，S4호선(년저선) S6호선(안휘단)，S6호선(년구선)이 공사중에.

## 영업중의노선

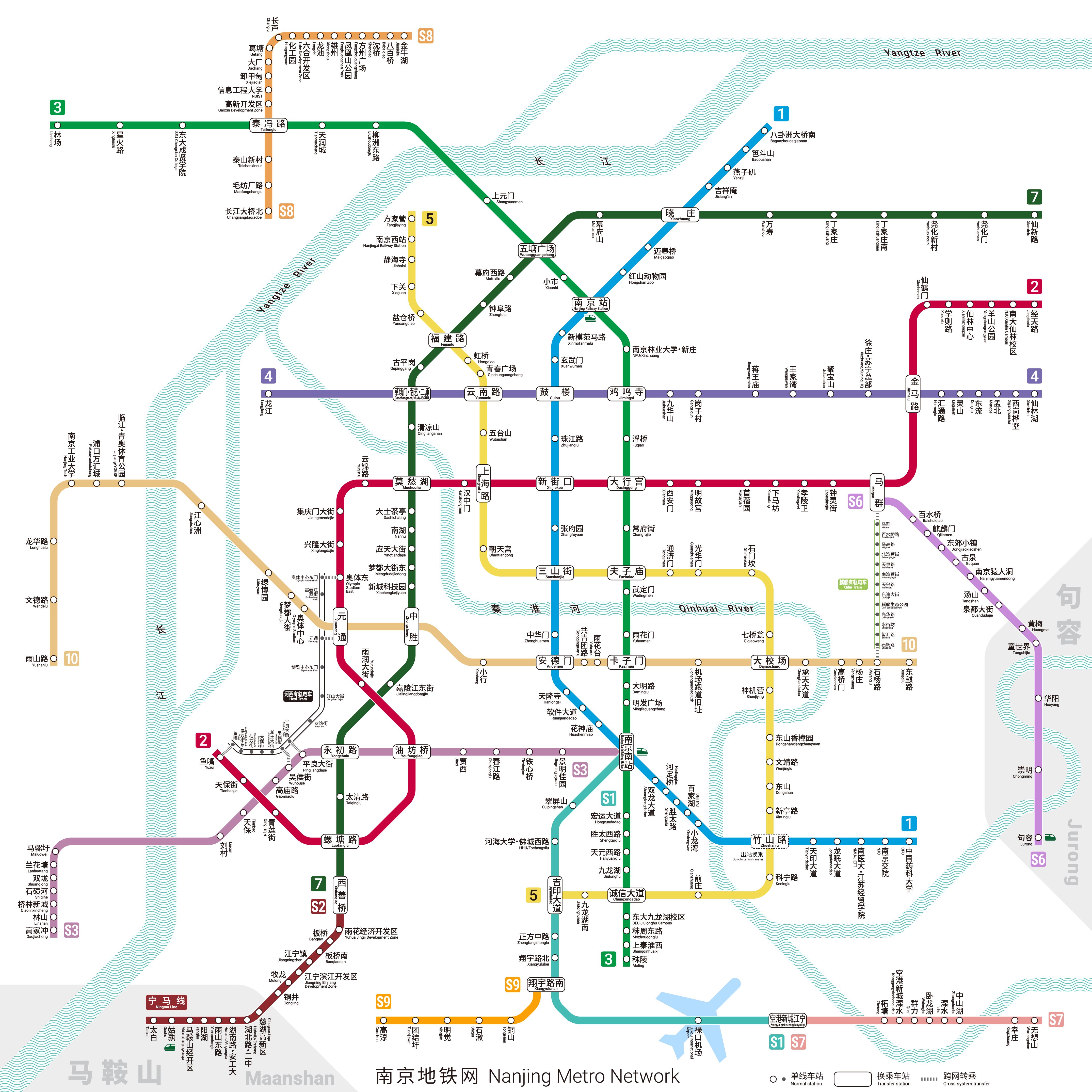
난징 지하철 노선도

| 노선색                     | 노선명    | 기점                        | 종점                       | 역 수 | 거리      | 개통시간         |
| -------------------------- | --------- | --------------------------- | -------------------------- | ----- | --------- | ---------------- |
|                            | 1호선     | 迈皋桥 (매고교)             | 安德门 (안덕문)            | 32역  | 46.8km    | 2005년 9월 3일   |
| 安德门 (안덕문)            | 1호선     | 中国药科大学 (종국약과대학) | 2010년 5월 28일            | 32역  | 46.8km    |                  |
| 迈皋桥 (매고교)            | 1호선     | 八卦洲大桥南 (팔괘주대교남) | 2022년 12월 28일           | 32역  | 46.8km    |                  |
|                            | 2호선     | 油坊桥 (유방교)             | 经天路 (경천로)            | 30역  | 43.6km    | 2010년 5월 28일  |
| 油坊桥 (유방교)            | 2호선     | 鱼嘴 (어취)                 | 2021년 12월 28일           | 30역  | 43.6km    |                  |
|                            | 3호선     | 林场 (림장)                 | 秣周东路 (말주동로)        | 29역  | 44.9km    | 2015년 4월 1일   |
|                            | 4호선     | 龙江 (룡강)                 | 仙林湖 (선림후)            | 18역  | 33.8km    | 2017년 1월 18일  |
|                            | 5호선     | 文靖路 (원징 로)            | 吉印大道 (청신 대로)       | 30역  | 37.4km    | 2024년 3월 31일  |
| 方家营 (팡자잉)            | 5호선     | 文靖路 (원징 로)            | 2025년 8월 6일             | 30역  | 37.4km    |                  |
|                            | 7호선     | 仙新路 (선신로)             | 幕府西路 (막부서로)        | 27역  | 35.7km    | 2022년 12월 28일 |
| 应天大街 (잉톈 대가)       | 7호선     | 西善桥 (서선교)             | 2023년 12월 28일           | 27역  | 35.7km    |                  |
| 幕府西路 (막부서로)        | 7호선     | 应天大街 (잉톈 대가)        | 2024년 12월 28일           | 27역  | 35.7km    |                  |
|                            | 10호선    | 安德門(안덕문)              | 奥体中心(오체중심)         | 14역  | 21.6km    | 2005년 9월 3일   |
| 奥体中心(오체중심)         | 10호선    | 雨山路(우산로)              | 2014년 7월 1일             | 14역  | 21.6km    |                  |
|                            | S1호선    | 南京南站(난징남역)          | 空港新城江宁(공항신성강녕) | 9역   | 37.3km    | 2014년 7월 1일   |
|                            | S3호선    | 南京南站(난징남역)          | 高家沖(고가충)             | 19역  | 36.22km   | 2017년 12월 6일  |
|                            | S6호선    | 马群(마군)                  | 句容（구용）               | 13역  | 43.7km    | 2021년 12월 25일 |
|                            | S7호선    | 空港新城江宁(공항신성강녕)  | 无想山(무상산)             | 9역   | 30.16km   | 2018년 5월 26일  |
|                            | S8호선    | 泰山新村（타이산뉴빌리지）  | 金牛湖(금우호)             | 19역  | 47.2km    | 2014년 8월 1일   |
| 長江大橋北(양쯔강대교북쪽) | S8호선    | 泰山新村（타이산뉴빌리지）  | 2022년 9월 30일            | 19역  | 47.2km    |                  |
|                            | S9호선    | 翔宇路南(상우로남)          | 高淳(고순)                 | 6역   | 52.42km   | 2017년 12월 30일 |
| 합계                       | 13개 노선 | -                           | -                          | 208역 | 449，55km | -                |

## 공사중의노선
- ● 3호선 : 秣陵 (말능) ~ 秣周東路 (말주동로)
- ● 4호선 : 龍江 (룡강) ~ 珍珠泉  (진주천)
- ● 6호선 : 棲霞山（서하산）~ 南京南驛（난징남역）
- ● 9호선 :紅山新城（홍산신성）~ 濱江公園（비강공원）
- ● 10호선 : 安德門（안덕문） ~ 石楊東路（석양동로）
- ● 11호선 :  馬騾圩（말 노새）~ 葛塘（게 탕역）
- ● S2호선 :  慈湖（자호） ~ 當塗南(당투난)
- ● S2호선 :  中華門（중화먼） ~ 慈湖(자호)
- ● S4호선 :南京北驛（난징북역） ~ 高鐵滁州驛（고철추저우역）
- S5호선 : 經天路(경천로) ~ 揚州西驛(서역)

## 계획중의노선
- ● 2호선 : 仙林湖  (선림후) ~ 經天路（경천로）
- ● 3호선 : 林場 (림장) ~ 花旗營 (화기영)
- ● 4호선 : 南京北驛（난징북역） ~ 珍珠泉  (진주천)
- ● 8호선 : 中華門（중화먼） ~ 仙新路（선신로）
- ● 12호선 :  牛首山（니 슈산）~ 金馬路（진 말루）
- ● 13호선 :  沿山大道（길을따라） ~ 江寧高鐵驛（장닝 고속철도 역）
- ● 14호선 : 聚寶山（주바오산） ~ 南京馬鞍空港 （난징새들공항）
- ● 15호선 : 老山（라 오산） ~ 南京北驛（난징 북부 기차역）
- ● 16호선 : 紅花空港（홍화 공항） ~ 梅鋼（매화 스틸）
- ● 17호선 : 五華路（우화로드） ~ 中華門（중화먼）
- ● 18호선（시티 익스프레스） : 南京馬鞍空港（난징새들공항） ~ 南京祿口空港（난징록구공항）
- ● 19호선 :  南京站（난징 역） ~ 魚嘴（어취）
- ●S6호선 : 句容（구용）~茅山（모산）
- ● S10호선 : 龍袍(드래곤 로브) ~ 儀征(이정)
- ● 2-9연결선 : 集慶門大街（집경문대가） ~ 水西門大街（수서문대가）
- ●紫東線(자동신) :

## 기차

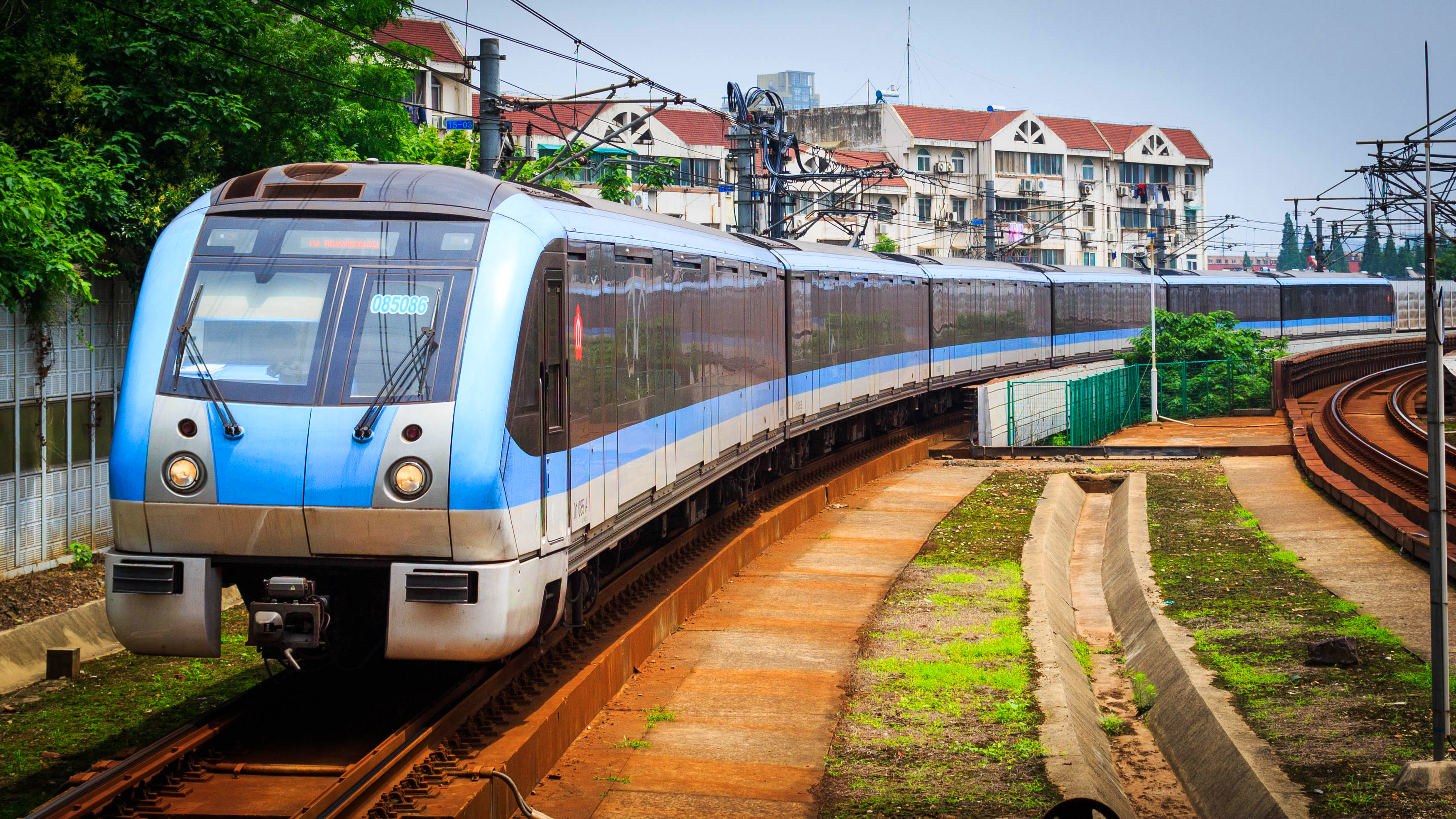
1호선
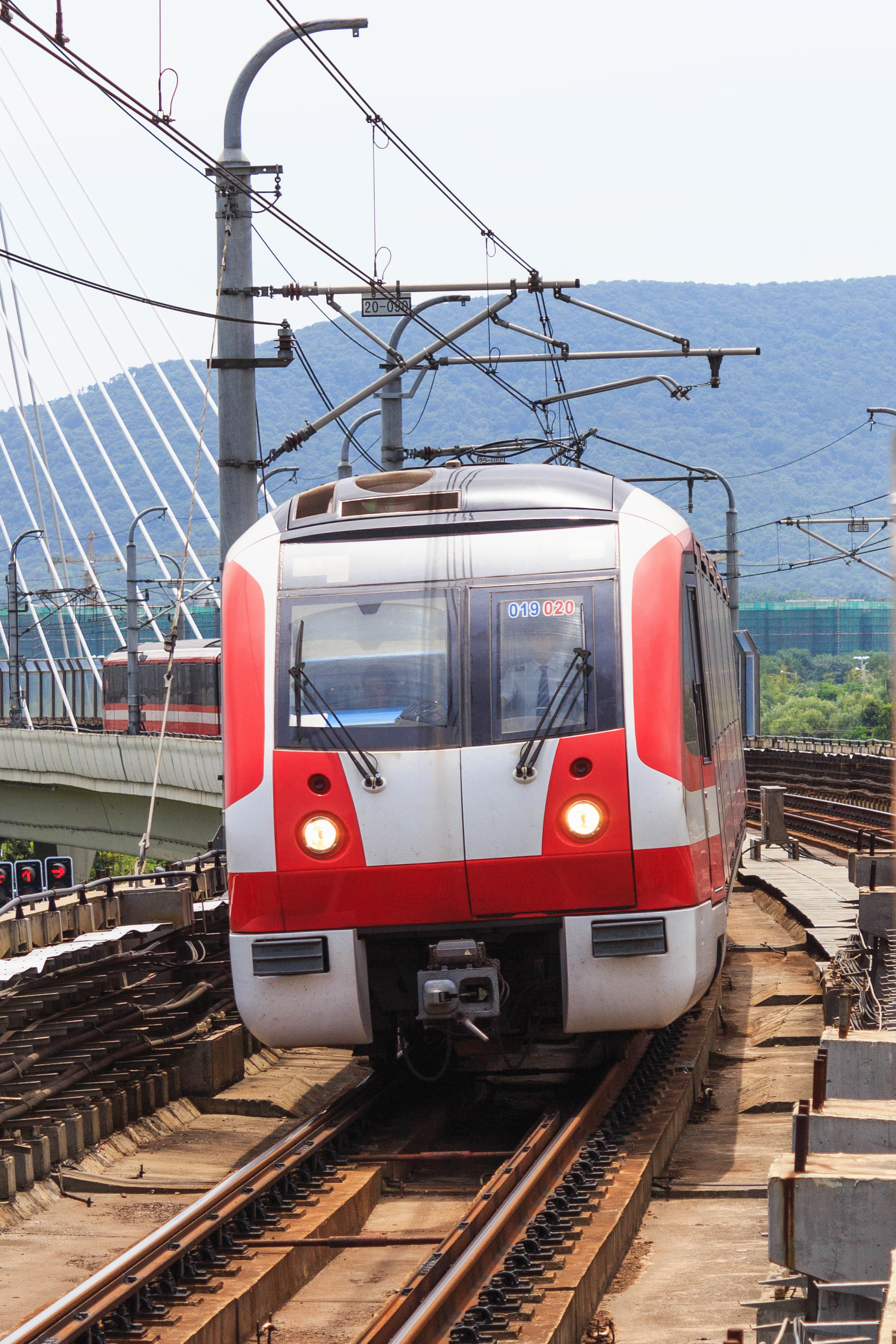
2호선
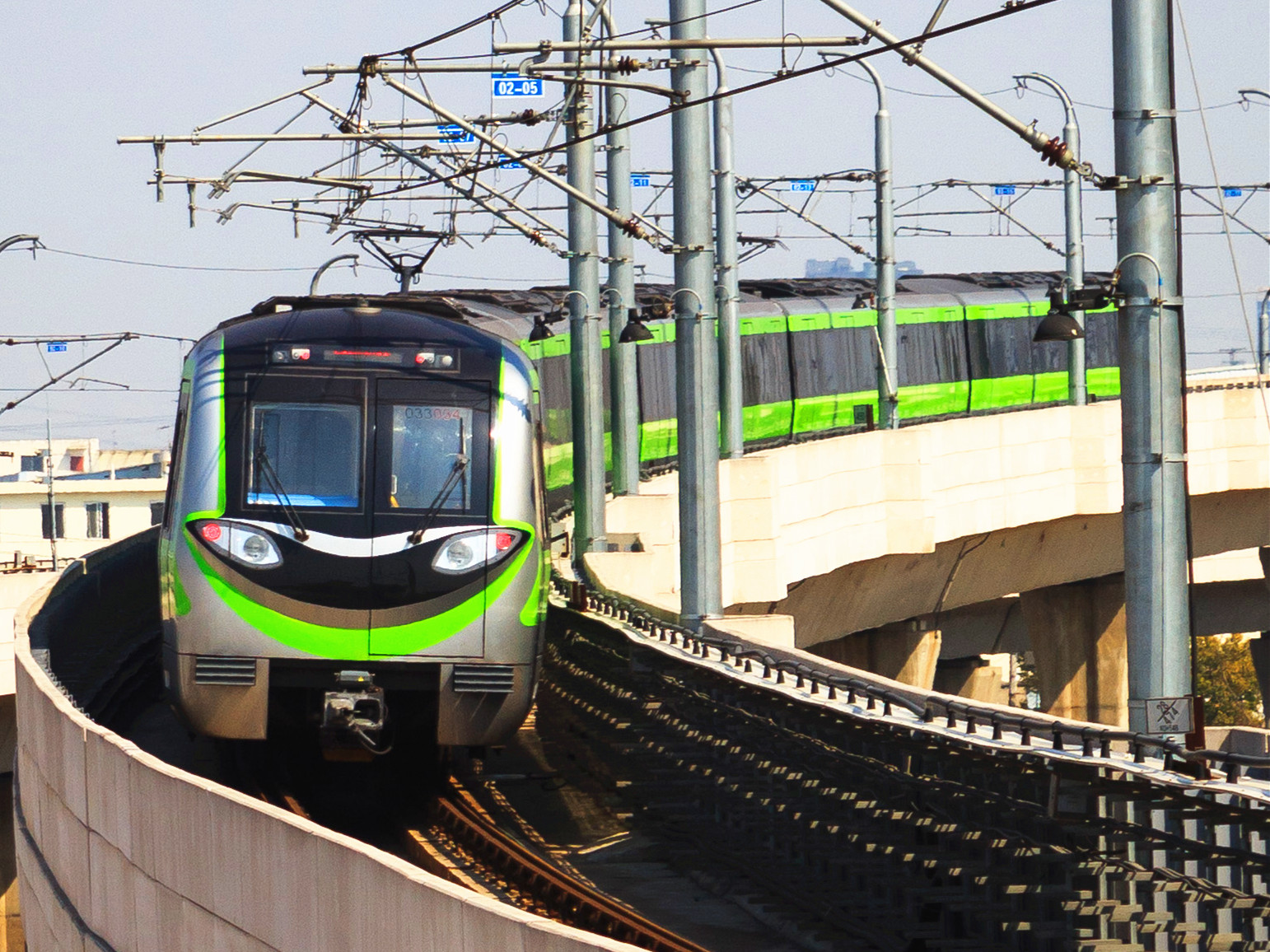
3호선
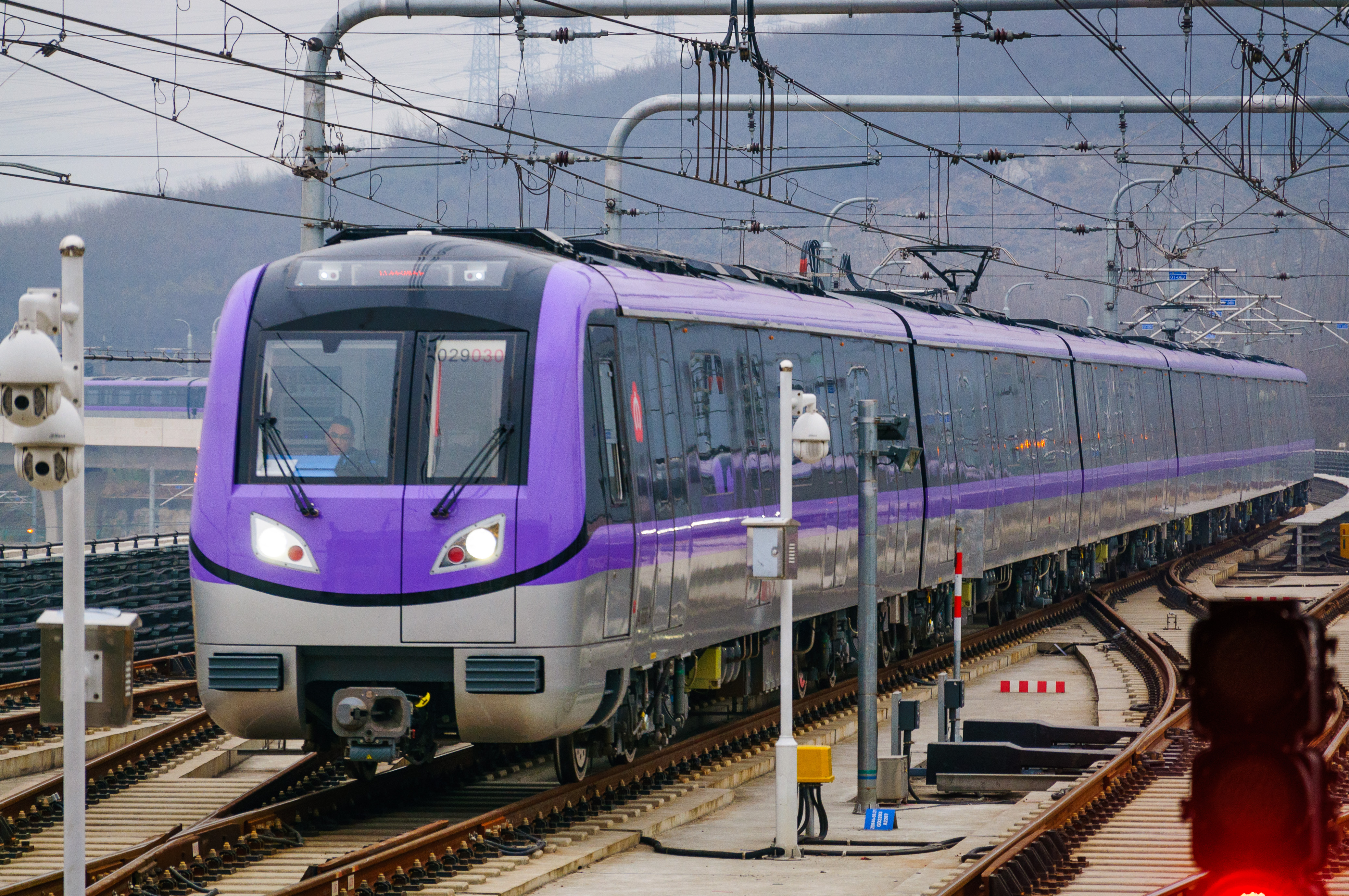
4호선
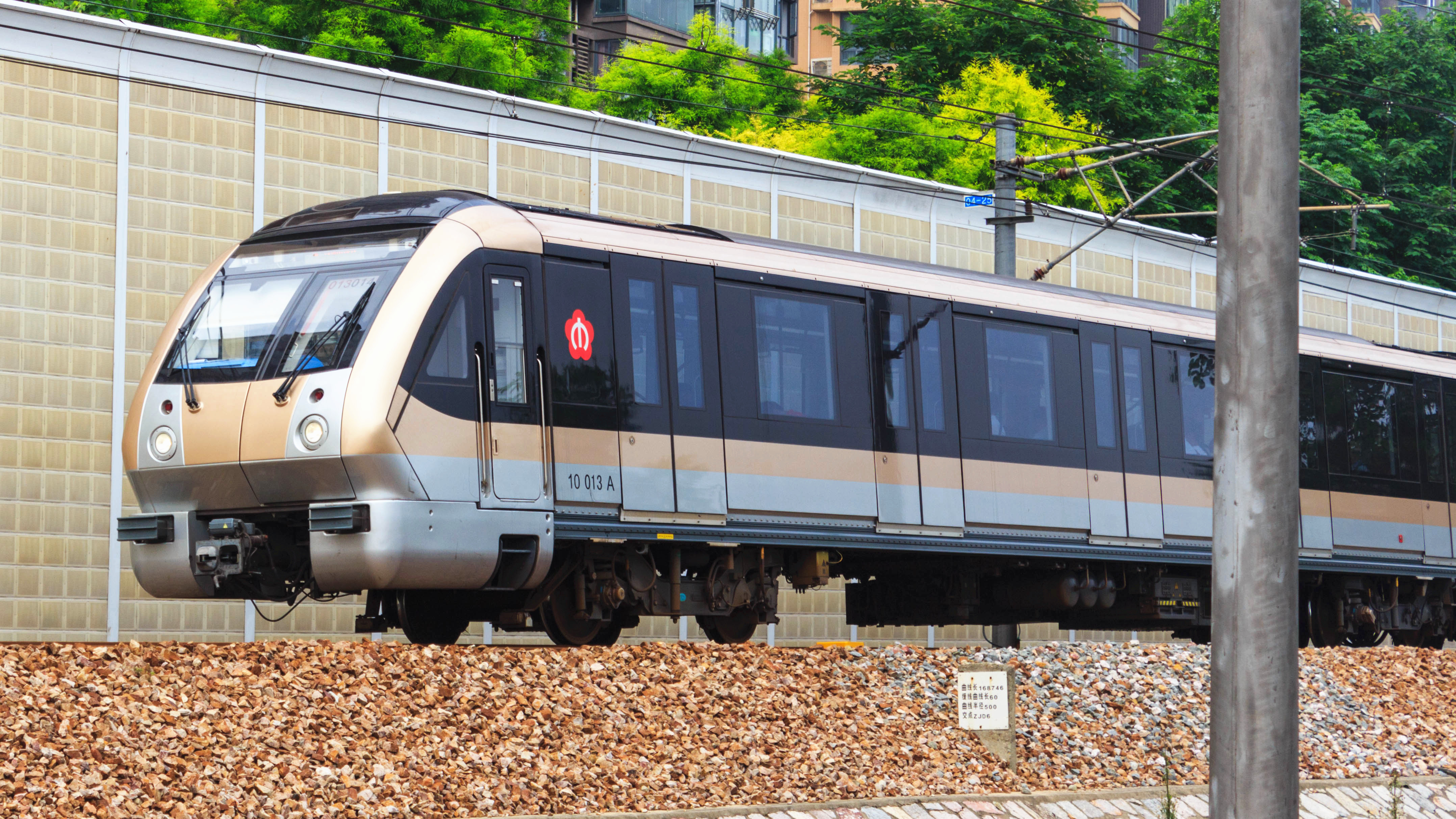
10호선
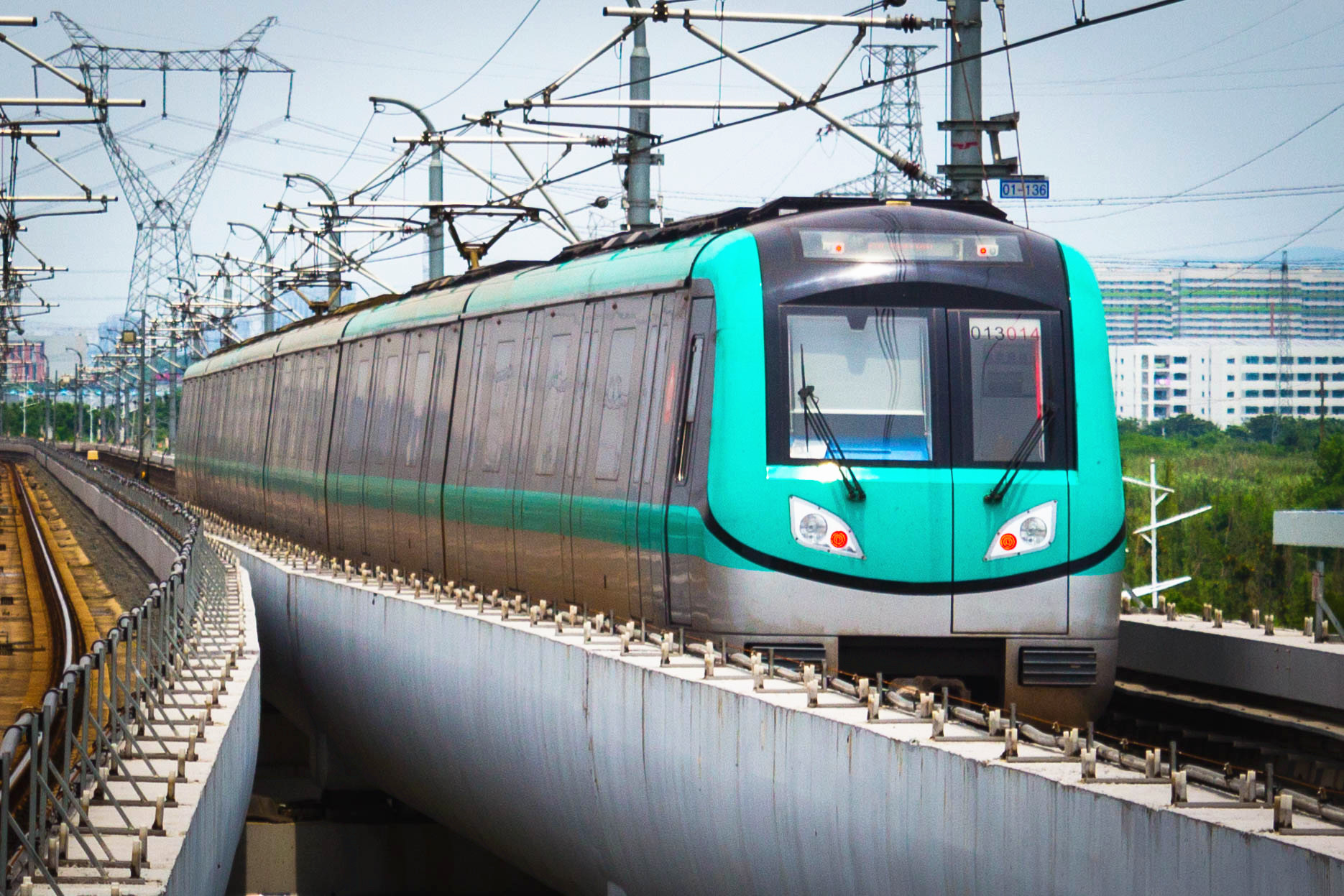
S1호선
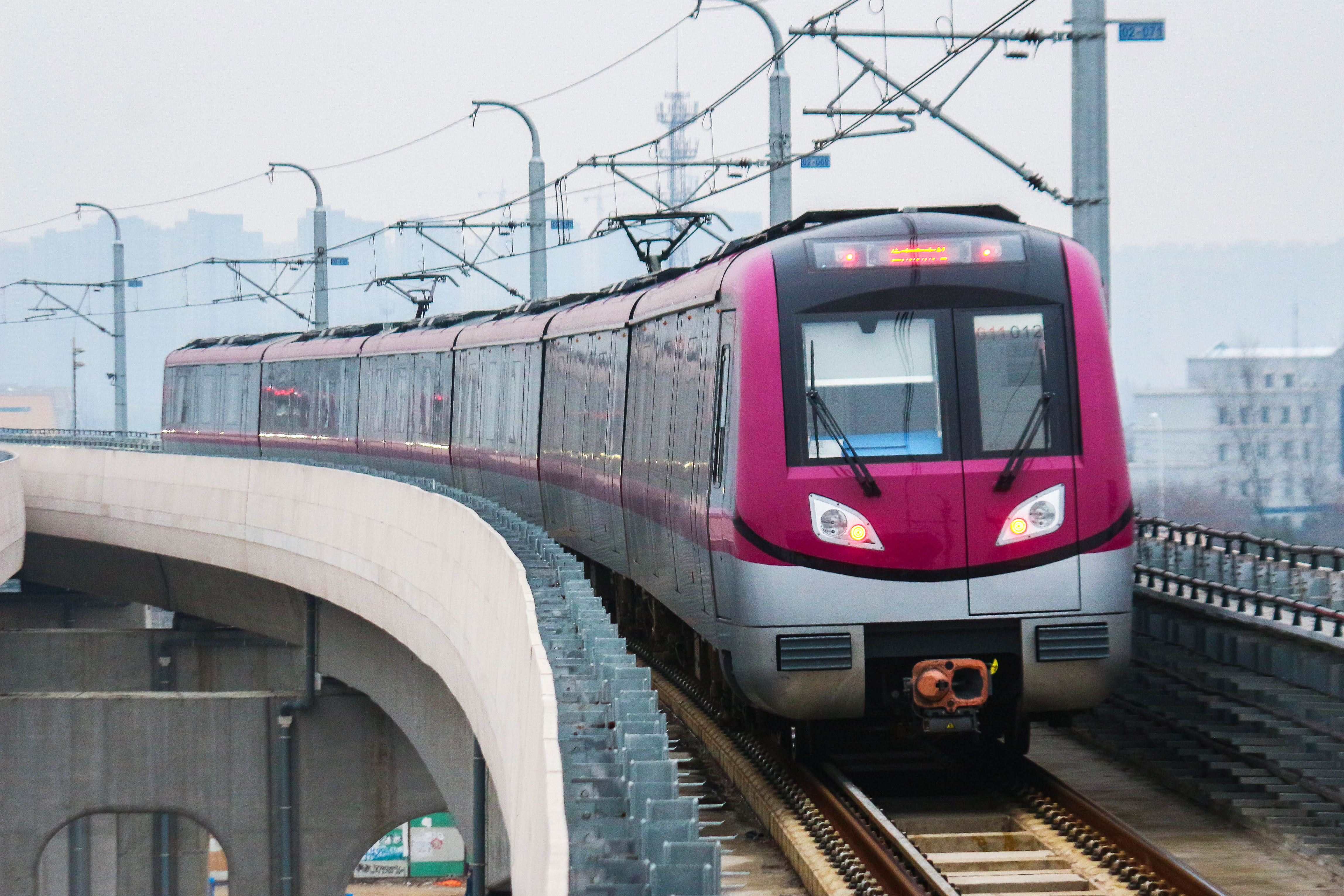
S3호선
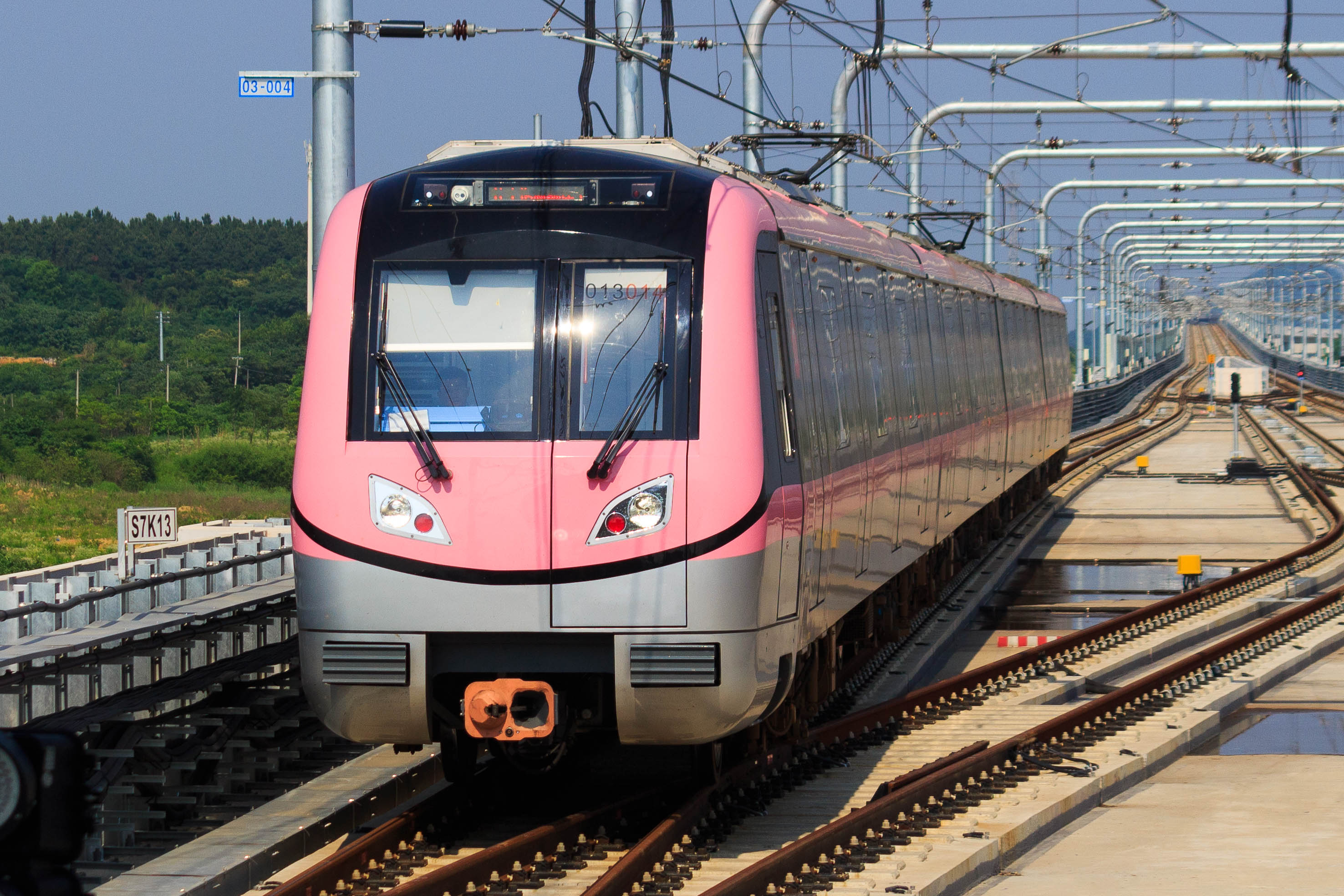
S7호선
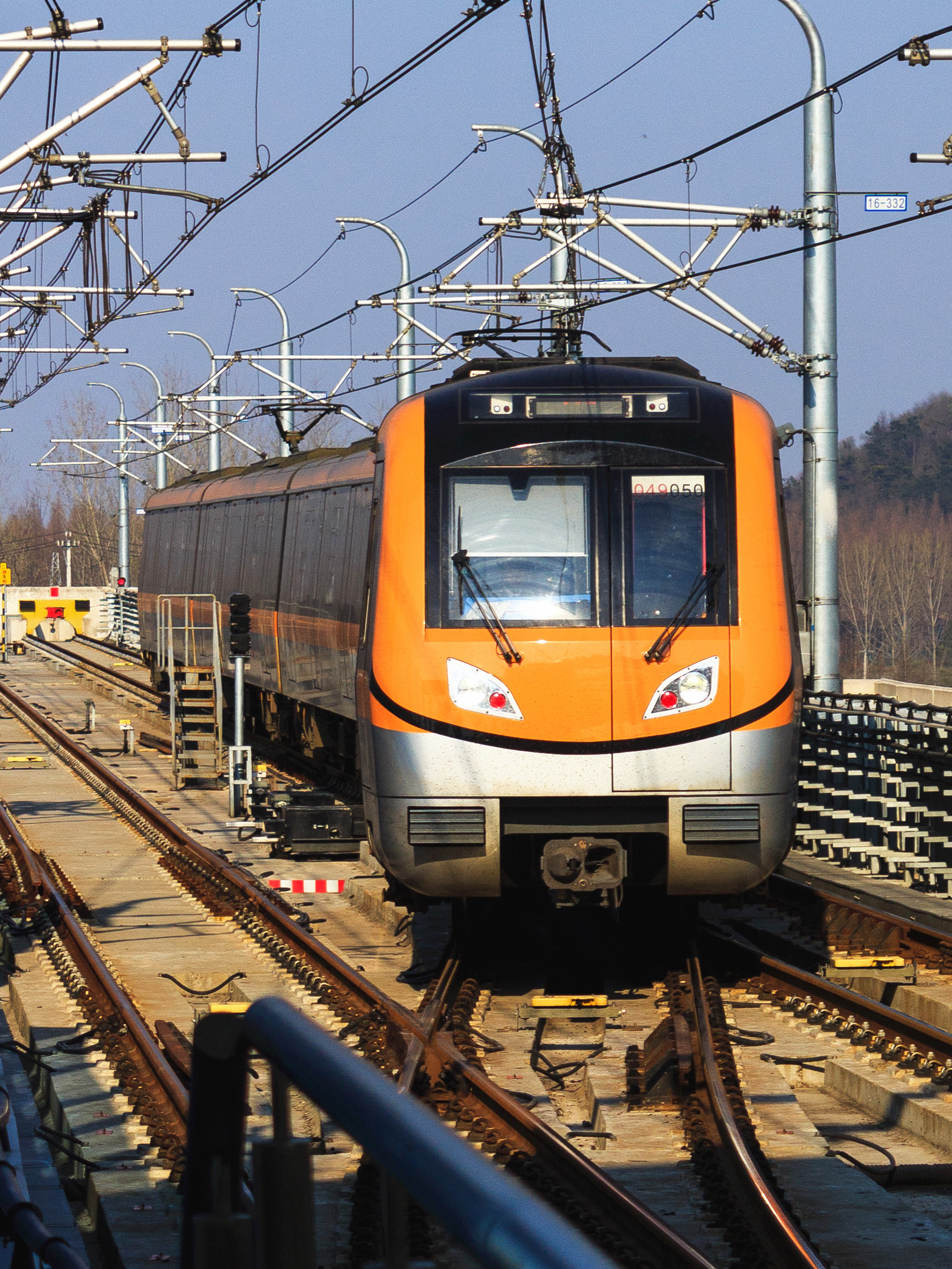
S8호선
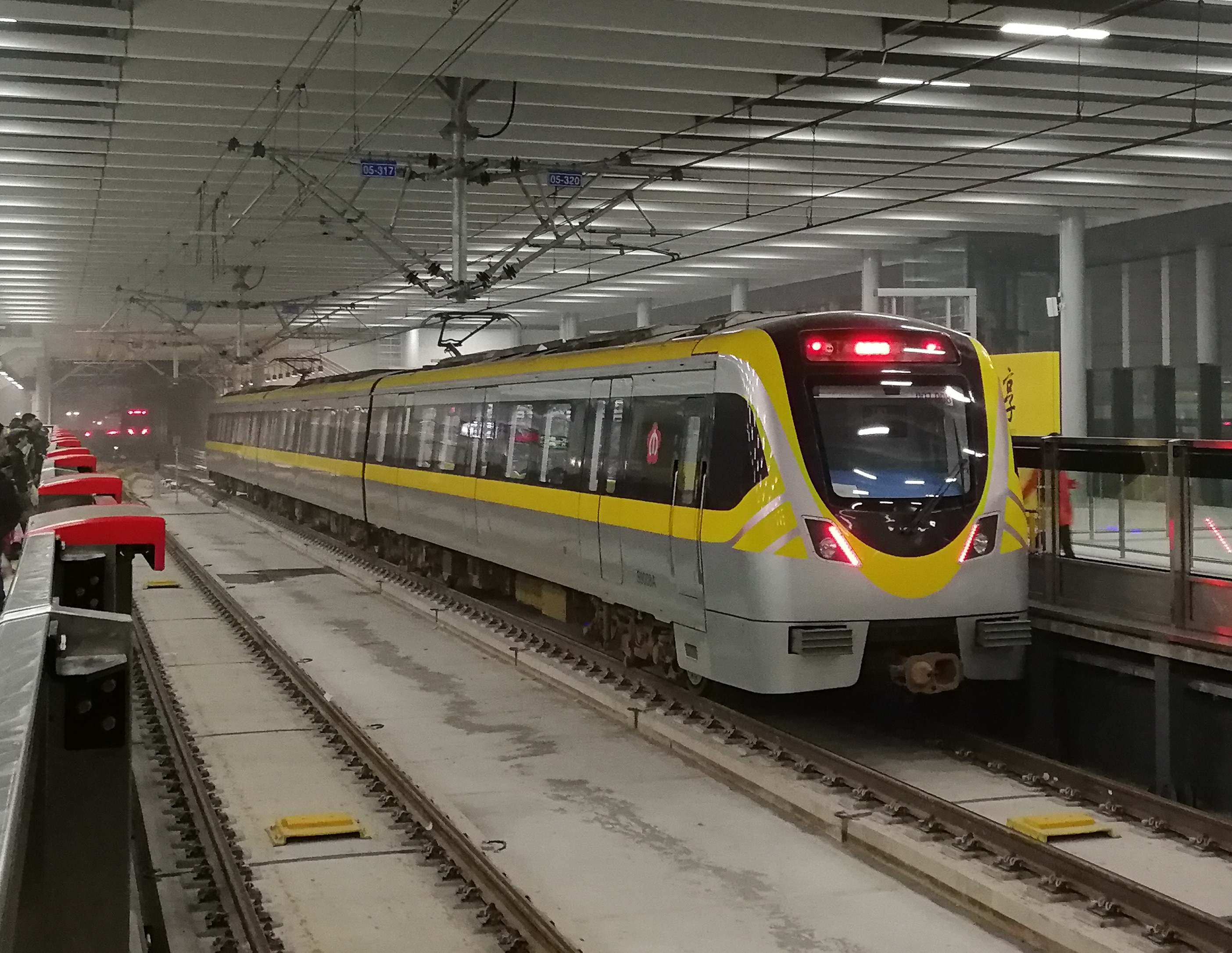
S9호선

## 같이 보기
- 지하철 목록